# Lætitia Sadier
Lætitia Sadier (* 6. května 1968 Vincennes) je francouzská zpěvačka a kytaristka.
Koncem osmdesátých let působila v anglické kapele McCarthy, kterou původně spoluzaložil její tehdejší přítel Tim Gane. Když kapela roku 1990 ukončila svou činnost, založila spolu s Ganem kapelu Stereolab. Tato kapela svou činnost ukončila po devatenácti letech, v roce 2009, po deseti letech neaktivity byla však v roce 2019 obnovena.
Zpěvačka dále působila ve vlastním projektu Monade a počínaje rokem 2010, kdy vydala album The Trip, se věnuje sólové kariéře. Coby vokalistka zpívala na nahrávkách řady dalších kapel, mezi něž patří například Blur (Parklife), Luna (Penthouse) a The High Llamas (Snowbug). V roce 2010 se účastnila festivalu Life Along the Borderline, který pořádal velšský hudebník John Cale coby poctu zpěvačce Nico (zpívala zde coververze písní „My Only Child“ a „Afraid“). V roce 2024 nazpívala píseň „Sans Limites“ s Thurstonem Moorem.

## Sólová diskografie
- The Trip (2010)
- Silencio (2012)
- Something Shines (2014)
- Find Me Finding You (2017)
- Rooting for Love (2024)